# Trauma Center: New Blood
Trauma center: New Blood (カドゥケウス ニューブラッド Kadukeusu Nyū Buraddo, bokstavligen "Caduceus: New Blood") är ett operationssimulatorspel utvecklat av Atlus till Nintendo Wii. Det är det tredje spelet i Trauma Center serien, och släpptes i Europa den 7 november 2008.